# Мартін Пітерс
Мартін Пітерс (англ. Martin Peters; 8 листопада 1943, Лондон, Велика Британія — 21 грудня 2019) — англійський футболіст, півзахисник.

## Клубна кар'єра
У дорослому футболі дебютував у 1959 році виступами за команду клубу «Вест Гем Юнайтед», в якій провів одинадцять сезонів, взявши участь у 302 матчах чемпіонату. Більшість часу, проведеного у складі «Вест Гем Юнайтед», був гравцем основного складу команди. За цей час двічі виборював титул володаря Кубка Англії, ставав володарем Кубка Кубків УЄФА.
Своєю грою за цю команду привернув увагу представників тренерського штабу клубу «Тоттенгем Готспур», до складу якого приєднався в 1970 році. Відіграв за лондонський клуб наступні п'ять сезонів своєї ігрової кар'єри. Граючи у складі «Тоттенгем Готспур» також здебільшого виходив на поле в основному складі команди. За цей час додав до переліку своїх трофеїв два титули володаря Кубка англійської ліги, ставав володарем Кубка УЄФА.
У 1975 році уклав контракт з клубом «Норвіч Сіті», у складі якого провів наступні п'ять років своєї кар'єри гравця. Тренерським штабом нового клубу також розглядався як гравець «основи».
Завершив професійну ігрову кар'єру у клубі «Шеффілд Юнайтед», за команду якого виступав протягом 1980—1981 років.

## Виступи за збірну
У 1966 році дебютував в офіційних матчах у складі національної збірної Англії. Протягом кар'єри у національній команді, яка тривала 9 років, провів у формі головної команди країни 67 матчів, забивши 20 голів.
У складі збірної був учасником чемпіонату світу 1966 року в Англії, здобувши того року титул чемпіона світу, чемпіонату Європи 1968 року в Італії, на якому команда здобула бронзові нагороди, а також чемпіонату світу 1970 року у Мексиці.

## Титули і досягнення
- Володар Кубка Англії (1):

«Вест Гем Юнайтед»: 1963–64
- Володар Кубка англійської ліги (2):

«Тоттенхем Готспур»: 1970–71, 1972–73
- Володар Кубка Кубків УЄФА (1):

«Вест Гем Юнайтед»: 1964–65
- Володар Кубка УЄФА (1):

«Тоттенхем Готспур»: 1971–72
- Чемпіон світу (1):

1966